# IC 37
IC 37 ist eine Balken-Spiralgalaxie vom Hubble-Typ SBc im Sternbild Walfisch südlich der Ekliptik. Sie ist schätzungsweise 724 Millionen Lichtjahre von der Milchstraße entfernt und hat einen Durchmesser von etwa 170.000 Lj. Da IC 37 in nahezu derselben Richtung und Entfernung wie IC 38 liegt, besteht die Möglichkeit, dass sie ein gravitativ gebundenes Paar sind.

Im selben Himmelsareal befinden sich u. a. die Galaxien NGC 187, IC 36, IC 42.
Das Objekt wurde am 25. August 1892 vom französischen Astronomen Stéphane Javelle entdeckt.